# Terminator: Dark Fate
Terminator: Dark Fate és una pel·lícula estatunidenca de ciència-ficció de 2019 dirigida per Tim Miller, amb un guió de David S. Goyer, Justin Rhodes, i Billy Ray a partir d'una història de James Cameron, Charles Eglee, Josh Friedman, Goyer i Rhodes. Cameron i David Ellison són els productors del film. És el sisè títol en la franquícia Terminator i una seqüela directa de The Terminator (1984) i Terminator 2: Judgment Day (1991). Cameron descriuria Terminator 3: Rise of the Machines (2003), Terminator Salvation (2009), Terminator Genisys (2015) i la sèrie de televisió Terminator: The Sarah Connor Chronicles (2008–2009) com històries produint-se en línies temporals diferents.
El creador de la franquícia James Cameron torna des de la seua participació en Terminator 2: Judgment Day i el film és protagonitzat per Linda Hamilton i Arnold Schwarzenegger tornant en els seus papers de Sarah Connor i el T-800 "Terminator", respectivament. També es compta amb Mackenzie Davis, Natalia Reyes, Gabriel Luna i Diego Boneta en el paper de nous personatges.
Distribuït per Paramount Pictures en Amèrica del Nord, Tencent Pictures a la República Popular de la Xina, i per 20th Century Fox en altres territoris, Terminator: Dark Fate està previst que s'estrene als EUA l'1 de novembre de 2019. La pel·lícula va rebre crítiques de tots els tipus per part dels crítics, tot i que la van considerar superior a les recents seqüeles Terminator i a les actuacions que incloïen.